# Cheirodendron forbesii
Cheirodendron forbesii là một loài thực vật có hoa trong Họ Cuồng. Loài này được (Sherff) Lowry publ. 1987 mô tả khoa học đầu tiên năm 1986.